# Greenville (Liberia)
Greenville (conosciuta anche come Sinoe) è una città della Liberia, capoluogo della Contea di Sinoe, affacciata su una laguna nei pressi della costa dell'Oceano Atlantico. È posta a 150 km a sud-est della capitale Monrovia.

## Storia
Greenville venne costruita nel 1838 dai membri della Mississippi Colonization Society, una delle società che si occupavano del rimpatrio volontario degli schiavi degli Stati del sud nel Continente Nero, inoltre essi avevano ribattezzato l'area circostante Mississippi in Africa, formando così una delle prime tre colonie che formeranno la futura Liberia. La città prese il nome dal giudice James Green, uno dei primi proprietari di piantagioni del Mississippi ad aver finanziato il viaggio ai suoi ex-schiavi per l'Africa. Durante la guerra civile subì danni gravissimi ma venne in seguito ricostruita.

## Economia
Il porto di Greenville, il terzo della Liberia dopo Monrovia e Buchanan, è formato da due moli ed attorno ad esso inoltre si sono sviluppate alcune attività industriali legati alla lavorazione del legno.